# 终止四六和弦
在属和弦或属功能和声之前出现的形似主和弦第二转位的和弦被称作终止四六和弦（俄文：кадансовый квартсекстаккорд；英文：cadential six-four chord），标记为K6
4或Cad6
4。

例如：C大调的终止四六和弦就是C/G；
C小调的终止四六和弦就是Cm/G。

## 定义与标记
在终止中，属和弦常常直接出现在一个外表上像是主三和弦第二转位的和弦之后。
根据这个和弦在音乐结构中的位置自己它上方的两个音与低音(也就是属和弦的低音)之间的音程关系，这个和弦叫做终止的四六和弦，用字母K（德文中“终止”一词Kadenz的首字母）加上它各音距低音的音程度数作为标记。

## K64的功能特点
终止的四六和弦虽然在外表上与主三和弦的第二转位相似，但从其功能特点来看，它不是主和声。这个和弦在功能上的特点就是它含有两种功能的音：最低音是属音D，上面是主音T，而属音D作为和声的基础，占有优势。
一个和弦包含着两种和声功能，叫做复功能，它使K6
4具有自己特有的紧张性与不稳定性，而不是主和弦所固有的稳定性。
终止四六和弦使属和弦延迟出现，但又必须进行到属和弦，这种进行叫做解决。

## 声部进行
为了强调K6
4中属功能的优势，K6
4一般重复D的根音。当K6
4和弦解决到D时，属和弦的根音以及它的重复音一般都保持不动，而主和弦的音则作级进下行到后面的D的三音和五音。
在半终止中，当K6
4解决时，属于主和弦的两个音必须作平稳进行。
在结尾的终止中，K6
4解决到D时，上声部常常跳进到属和弦的三音或五音。
放终止的四六和弦解决到D时，它的低音保持不动，或作八度跳进（多数是下行跳进）。

## 节拍条件
终止四六和弦的应用有一定的节拍条件。在单拍子时它应该在强拍，在四拍子和六拍子中应在次强拍。在任何其他节拍条件下，K6
4总要放在比它后面的D更强的拍子上。
在三拍子中，K6
4有时出现在第二拍，而后面的D就放到了更弱的第三拍上。

## K64和弦的预备
K6
4用下属和声做预备最自然。下属和弦与K6
4有共同音（S的五音），使二者可以用和声连接法连接，并为K6
4的不协和音（四度音）做正常的预备。这就是该方法应用得最广的原因。
但在终止中，K6
4也常在没有下属和弦的情况下直接放在主和弦的后面。这种进行对于半终止来说最为典型，但在某种程度上也可以用在结尾的终止中。

## 转换
与所有其他和弦一样，终止的四六和弦也可以转换，这时低音保持不动或作八度跳进（向上或向下），K6
4改变旋律位置或排列法，随后的属和弦也可以同样转换。

## K64的作用
K6
4作为一种功能上不稳定的和弦，为半终止和完全终止带来了新的音响和附加的紧张性。在乐段的结束终止中，K6
4极大限度地推迟了主和弦的出现。趋向于主和弦的倾向性越加强，整个终止的紧张性也就越强烈。而在乐句的半终止中，K6
4用自己的紧张性加强了作为自己的解决的属和弦的暂时的稳定性。这就是K6
4在各种终止中的作用和被广泛采用的原因。